# Ganymède
Ganymède, född 21 juli 1994, är en fransk varmblodig travhäst som tränades och kördes av Jean-Pierre Dubois.
Han började tävla i augusti 1996 och inledde med en sjundeplats för att sedan ta två raka segrar. Han sprang under sin karriär in 762 477 euro på 50 starter, varav 7 segrar, 10 andraplatser och 11 tredjeplatser. Karriärens största seger kom i Oslo Grand Prix (1999).
Han har även segrat i Prix Guy Le Gonidec (1998), Prix de l'Atlantique (1999) och på andraplats i Prix de Tonnac-Villeneuve (1998), Prix Éphrem Houel (1998), Prix de Sélection (1998), Prix René Ballière (1998), Prix de Geneve (1998), Critérium Continental (1998), Prix Henri Levesque (1999), Prix Chambon P (1999), Critérium de vitesse de Basse-Normandie (2000) och på tredjeplats i Prix Kalmia (1997), Prix Albert-Viel (1997), Prix Jules Thibault (1998), Prix Gaston de Wazières (1998), Prix Phaeton (1998), Critérium des 4 ans (1998), Prix de Washington (1999) och Prix des Ducs de Normandie (2000).

## Statistik
| Statistik för Ganymède (Ref.) | Statistik för Ganymède (Ref.) | Statistik för Ganymède (Ref.) | Statistik för Ganymède (Ref.) | Statistik för Ganymède (Ref.) | Statistik för Ganymède (Ref.) |
| ----------------------------- | ----------------------------- | ----------------------------- | ----------------------------- | ----------------------------- | ----------------------------- |
| Starter                       | Placeringar                   | Startprissumma                | Segerprocent                  | Platsprocent                  | Rekord                        |
| 50                            | 7-10-11                       | 762 477 euro                  | 14 %                          | 56 %                          | 1.11,4ak,                     |

### Större segrar
| År   | Lopp                 | Kusk               | Vinstbelopp | Grupp   |
| ---- | -------------------- | ------------------ | ----------- | ------- |
| 1998 | Prix Guy Le Gonidec  | Bernard Piton      | 50 000 EUR  | Grupp 2 |
| 1999 | Prix de l'Atlantique | Jean-Pierre Dubois | 90 000 EUR  | Grupp 1 |
| 1999 | Oslo Grand Prix      | Jean-Pierre Dubois | 115 000 EUR | Grupp 1 |